# Fălciu
Fălciu est une commune de Roumanie. Elle se compose de six villages : Bogdănești, Bozia, Copăceana, Fălciu, Odaia Bogdana and Rânzești. Elle fut le lieu d'une bataille et d'un traité entre les Russes et les Ottomans.
C'est aussi un poste frontière entre la Moldavie et la Roumanie.